# Jon Landáburu Illarramendi
Jon Landáburu Illarramendi (París, 15 de novembre de 1943) és un lingüista basc, nacionalitzat francès i colombià, especialitzat en llengües ameríndies.

## Biografia
D'origen basc, nascut a l'exili francès, fill del polític Xabier Landaburu, diputat del PNV durant la II República Espanyola i vicelehendakari del Govern Basc, va créixer a París, on va ser criat «amb l'enyorança permanent del fet basc». Es va llicenciar el 1965 en filosofia per la Universitat de la Sorbona de París. Més endavant, el 1971, es diplomà, i el 1976 es doctorà en Lletres i Ciències Humanes, amb especialitat en lingüística, per la mateixa universitat. Té les nacionalitats francesa i colombiana. Després d'exercir a França la docència en filosofia a l'ensenyament secundari, al final de la dècada de 1960 passà al Liceu Francès de Bogotà, i des d'aleshores començà una trajectòria acadèmica que alternà a les universitats de París i de Los Andes de Bogotà —on fou professor titular del 1992 al 2000—i en les quals impartí matèries diverses sobre lingüística, antropologia, i gramàtica del basc i de les llengües ameríndies.

## Línies d'investigació
Les seves principals línies d'investigació són: a) la lingüística teòrica, i més específicament, l'anàlisi comparativa de les construccions sintàctiques i semàntiques de les llengües ameríndies de Colòmbia; b) la lingüística descriptiva, centrada fonamentalment en tres llengües ameríndies amenaçadea, l'andoque i el nonuya de l'Amazònia, i l'ika de la Serra Nevada de Santa Marta; c) la lingüística aplicada, especialment els problemes de l'educació escolar dels pobles indígenes en un context bilingüe, el pas de societats de tradició oral a l'escriptura, i la reflexió i el disseny de polítiques lingüístiques a favor de les llengües ameríndies, i d) l'etnolingüística, amb estudis sobre el simbolisme religiós de la cultura andoque i les cultures veïnes.

## Responsabilitats
Ha format part, fundat o dirigit diverses organitzacions dedicades a la recerca en aquest àmbit. Així, fou membre del comitè científic de l'Atlas lingüístico de lenguas indígenas de Colombia, de l'Instituto Caro y Cuervo de Bogotà, entre els anys 1986 i 1991. Ha estat director i fundador de l'Escuela de Postgrado en Etnolingüística de la Universitat de los Andes entre 1984 i 1996, dedicat a la formació d'etnolingüistes colombians especialitzats en llengües i cultures indígenes. També fou director del Centro Colombiano de Estudios de Lenguas Aborígenes (CCELA) del 1989 al 1996. En l'àmbit del País Basc, també euskaltzain ohorezko (membre honorari) de l'Euskaltzaindia, la Reial Acadèmia de la Llengua Basca.
Com a especialista en aquestes llengües, formà part d'organismes del Govern colombià per a la seva preservació, estudi i difusió, com ara el Comitè Nacional de Lingüística aborigen (1986-95) i del 1992 al 1995 fou coordinador del programa de traducció de la Constitució Política del 1991 a les llengües indígenes. Posteriorment ha estat designat assessor del ministre de Cultura de Colòmbia i director del programa de protecció de la diversitat etnolingüística del Govern colombià (des del 2007). Fruit de la seva col·laboració amb el Govern colombià fou la Llei de llengües natives, promulgada al gener del 2009, per a la protecció i revitalització de 68 llengües (65 de natives, dues de criolles, i el romaní).
A França fou secretari general adjunt de la Société des Américanistes de París (1980-82), director del laboratori d'etnolingüística ameríndia del Centre Nacional de la Recerca Científica (CNRS, del francès Centre National de la Recherche Scientifique) (1981-88), de la secció lingüística del qual fou membre (del 1980 al 1983 i del 1995 al 1999), i de la comissió de ciències socials de l'Institut Français de Recherche Scientifique pour le Développement en Coopération (1991-96), director del centre d'investigació de les llengües indígenes americanes del CNRS entre els anys 2001 i 2006, i membre del comitè de lectura del CNRS entre el 2002 i el 2007.

## Publicacions
Entre les seves publicacions destaquen La langue des Andoke (1979), Tradiciones de la gente del Hacha, Mitología de los indios andoques del Amazonas (1984 en col·laboració), diversos quaderns pedagògics en llengua andoque (1992-94), Estructuras sintácticas de la predicación: lenguas amerindias de Colombia (1995, editor i autor), Faits de Langue (2003, coautor i coeditor), L'énonciation médiatisée II. Le traitement épistémologique de l'information : illustrations amérindiennes et caucasiennes (2007, coautor i coeditor). Ha editat també diversos volums sobre les llengües aborígens de Colòmbia a partir de l'arxiu de Paul Rivet (1996-99).

## Reconeixements
- L'any 2012 li fou atorgat el premi Linguapax, que cerca reconèixer la tasca realitzada per lingüistes, investigadors, docents i membres de la societat civil que hagin destacat en la promoció de la diversitat lingüística o de l'educació multilingüe.[5]
- La càtedra Unesco de Patrimoni Lingüístic Mundial de la Universitat del País Basc va distingir a Jon Landáburu com el seu primer membre d'honor, en un homenatge per reconèixer la seva dedicació al llarg de més de 40 anys a l'estudi i la protecció de les llengües indígenes de Colòmbia.[5]
- El 2017 se li va concedir el Premi Internacional Ramon Llull de Catalanística i diversitat lingüística, un guardó convocat anualment i de forma conjunta per la Fundació Ramon Llull i la Fundació Congrés de Cultura Catalana.[1][6]